# 埼玉県道352号児玉町蛭川普済寺線

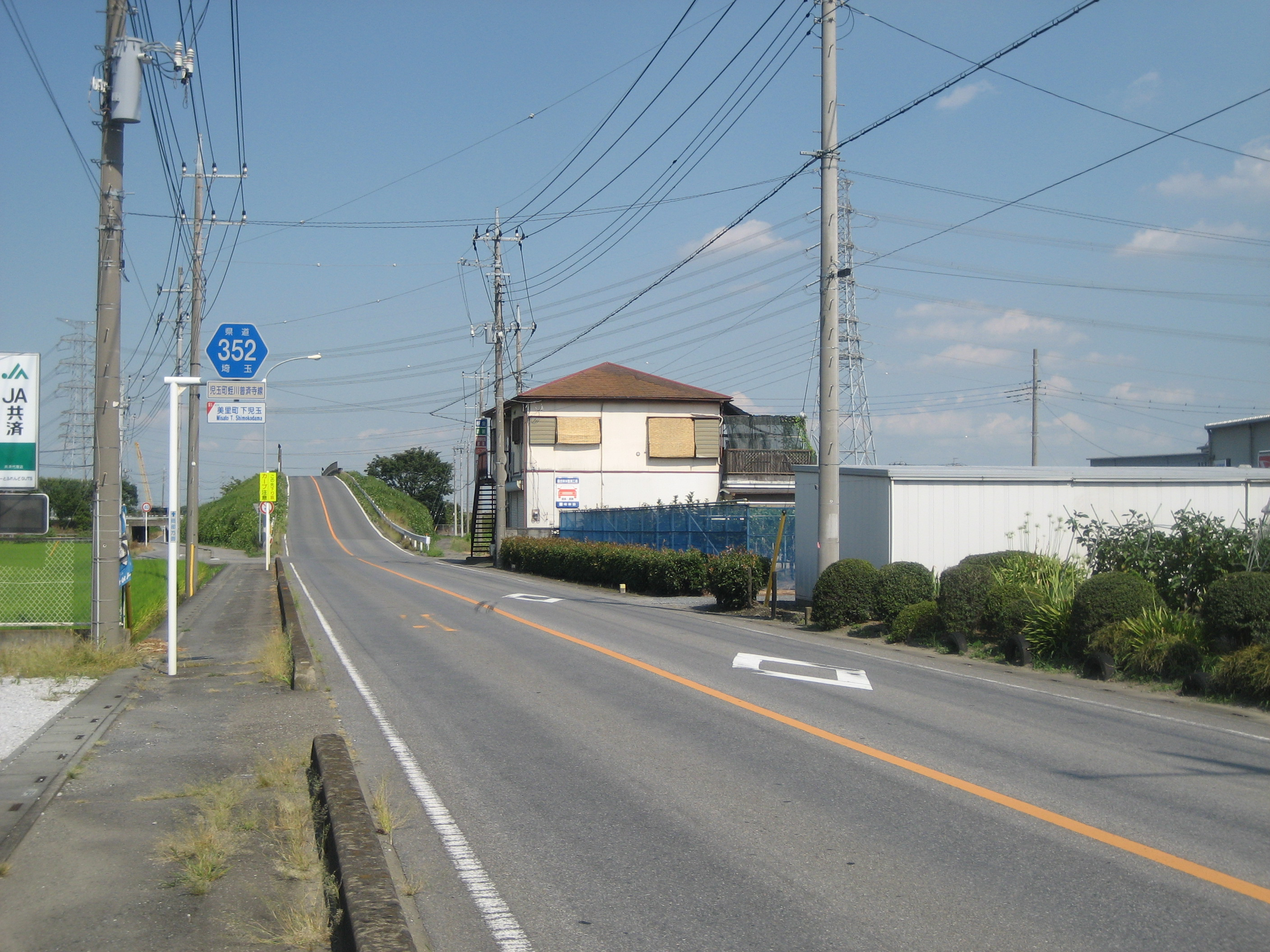
美里町内

埼玉県道352号児玉町蛭川普済寺線（さいたまけんどう352ごう こだまちょうひるがわふさいじせん）は、埼玉県本庄市から、児玉郡美里町を経由して深谷市に至る県道である。

## 歴史
- 2007年4月1日 路線名を埼玉県道352号蛭川普済寺線から埼玉県道352号児玉町蛭川普済寺線へ変更。

## 地理

### 通過する自治体
- 埼玉県
  - 本庄市
  - 児玉郡
    - 美里町

  - 深谷市

### 交差・接続している道路
- 国道462号（本庄市児玉町蛭川）
- 埼玉県道31号本庄寄居線（児玉郡美里町 小茂田交差点）
- 埼玉県道86号花園本庄線（深谷市榛沢 ※重複）
- 埼玉県道353号針ケ谷岡線（深谷市岡 岡部プロパン交差点）
- 埼玉県道259号新野岡部停車場線（深谷市 岡部駅北交差点）
- 国道17号･埼玉県道355号中瀬普済寺線（深谷市 普済寺交差点）

### 重複区間
- 埼玉県道86号花園本庄線（深谷市榛沢 - 榛沢新田下）

### 沿線の施設
- 児玉警察署共和駐在所
- 児玉郡市広域市町村圏組合（事務所・消防本部）
- 本庄市共和公民館
- 本庄市立共和小学校
- 美里学園敬愛ホーム
- 深谷警察署榛沢駐在所
- 深谷市立榛沢小学校
- 岡部駅
- 深谷市立岡部小学校